# Циттау
Циттау или Житава (нем. Zittau, в.-луж. Žitawa) — город в Германии, расположен в земле Саксония. Подчинён административному округу Дрезден. Входит в состав района Гёрлиц.
Население составляет 28212 человек (на 31 декабря 2010 года).

## География
Город занимает площадь 25,42 км² и подразделяется на 9 городских районов.

## История
История города берет свое начало с XII века, когда здесь было основано славянское поселение. Территория входила в состав Чешского (Богемского) княжества, а позже королевства, начиная с XI века. Впервые упоминается под латинизированным названием Sitavia в 1238 году. В 1255 году город получил городские права от короля Чехии Оттокара II, который также возвел оборонительные стены. В 1319 году город перешел под власть Пястов в составе Княжества Яворского в раздробленной тогда Польше, однако после смерти князя Генриха Яворского в 1346 году снова вернулся в состав Чешской короны. Герб города по-прежнему украшен чешским львом и орлом Пястов.
В 1346 году город вошел в состав Союза шести городов Верхней Лужицы и получил особый статус «Die Reiche» («богатый») благодаря высокому числу зажиточных жителей. Однако в 1359 и 1422 годах здесь произошли сильные пожары. В 1469 году город признал королем венгерского короля Матьяша Корвина, но после его смерти в 1490 году снова вернулся к Чешской короне, которой правил польский принц Владислав II. Город оставался в её составе до 1635 года, когда был передан в Саксонское курфюршество.
Во время Контрреформации, особенно после Битвы на Белой Горе в 1620 году, в город прибыли протестантские беженцы из Богемии, где их приняли саксонские правители-протестанты. Многие из них затем нашли приют в близлежащих деревнях, Дрездене и в Берлине. Бывшее процветание города, значительная часть которого была уничтожена во время Семилетней войны, сегодня отражено лишь в немногих сохранившихся зданиях и старых кладбищах, где были похоронены состоятельные граждане.
Одним из важнейших товаров для торговли в XVI веке было пиво. Позже, в XVIII и XIX веках, значительное значение приобрела текстильная промышленность, которая стала традицией для региона Верхней Лужицы.
В 1813 году в городе были сформированы два польских военных подразделения: 1-я конная артиллерийская рота дивизии Яна Генрика Домбровского и 2-я конная артиллерийская рота VIII корпуса князя Юзефа Понятовского.
Во время Второй мировой войны в городе находились тюрьма и трудовой лагерь, в котором рабочие трудились на заводе Phänomen Werke Gustav Hiller, производившем грузовики (после войны переименован в VEB Kraftfahrzeugwerk Phänomen, а затем в VEB Robur-Werke Zittau в 1957 году).

## Население
| 2017   | 2019    | 2021    | 2022    | 2022    | 2023    |
| ------ | ------- | ------- | ------- | ------- | ------- |
| 25 575 | ↘25 381 | ↘24 517 | ↗24 858 | ↘24 794 | ↘24 710 |

## Известные уроженцы и жители
- Бирлинг, Эрнст (1841—1919) — немецкий учёный, юрист.
- Петр Житавский (1275—1339) — чешский хронист и дипломат, аббат Збраславского монастыря близ Праги.
- Йиржи Дикаст (около 1560—1630) — чешский священник и писатель.
- Гейнц Енч (1917—1994) — гауптшарфюрер СС, военный преступник.
- Иоганн Кригер (1652—1735) — немецкий композитор и органист, долго жил и творил в Циттау.
- Андрицкий, Миклауш (1871—1908) — лужицкий прозаик, публицист, деятель национального движения лужицких сербов.
- Вилли Майнк (1914—1993) — немецкий писатель, долгое время живший в Циттау.
- Генрих Маршнер (1795—1861) — немецкий композитор и дирижёр

## Инфраструктура
В Циттау находятся два высших учебных заведения: Международный институт Циттау (нем. Internationales Hochschulinstitut (IHI) Zittau) и Высшая школа Циттау/Гёрлитц (нем. Hochschule Zittau/Görlitz). Международный институт Циттау имеет статус самого маленького университета Германии.

## Транспорт
В Циттау можно совершить однодневную поездку на электричке или пройти пешком из Чехии (Градек-над-Нисоу) через Польшу (село Пораюв) (длиной около 6 км), одновременно побывав в трёх странах.

## Виды города

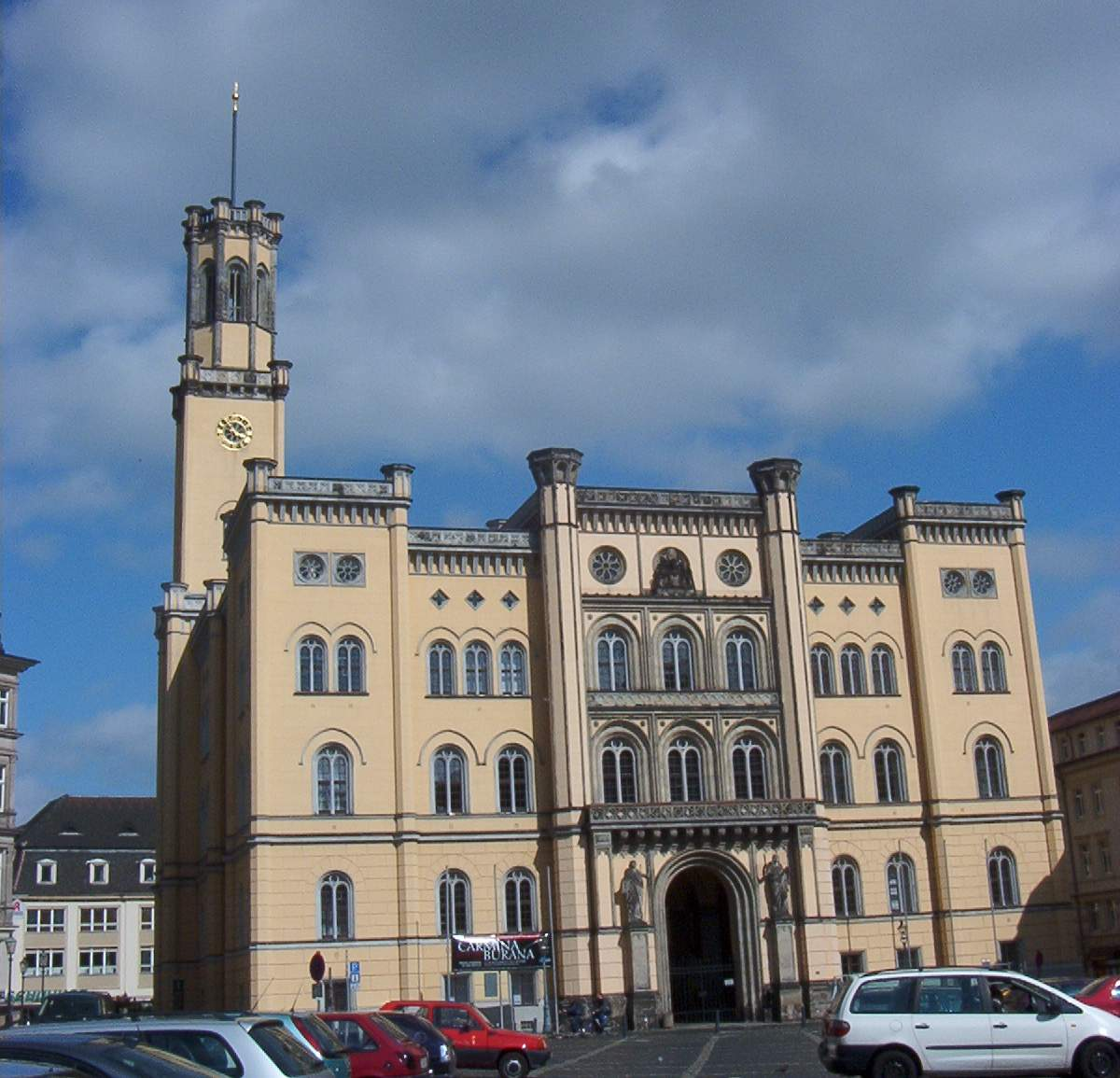
Ратуша
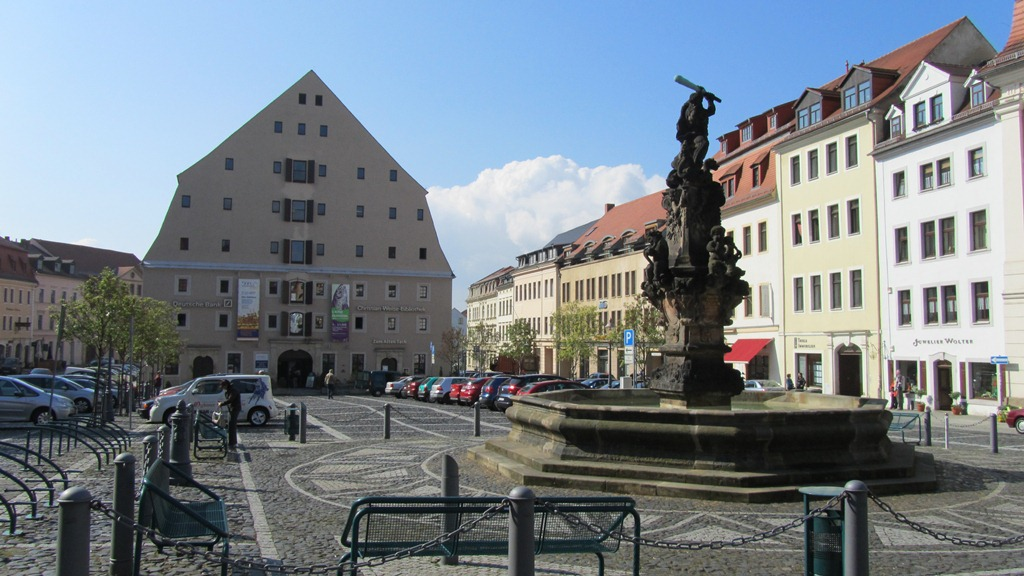
Вид на Salzhaus
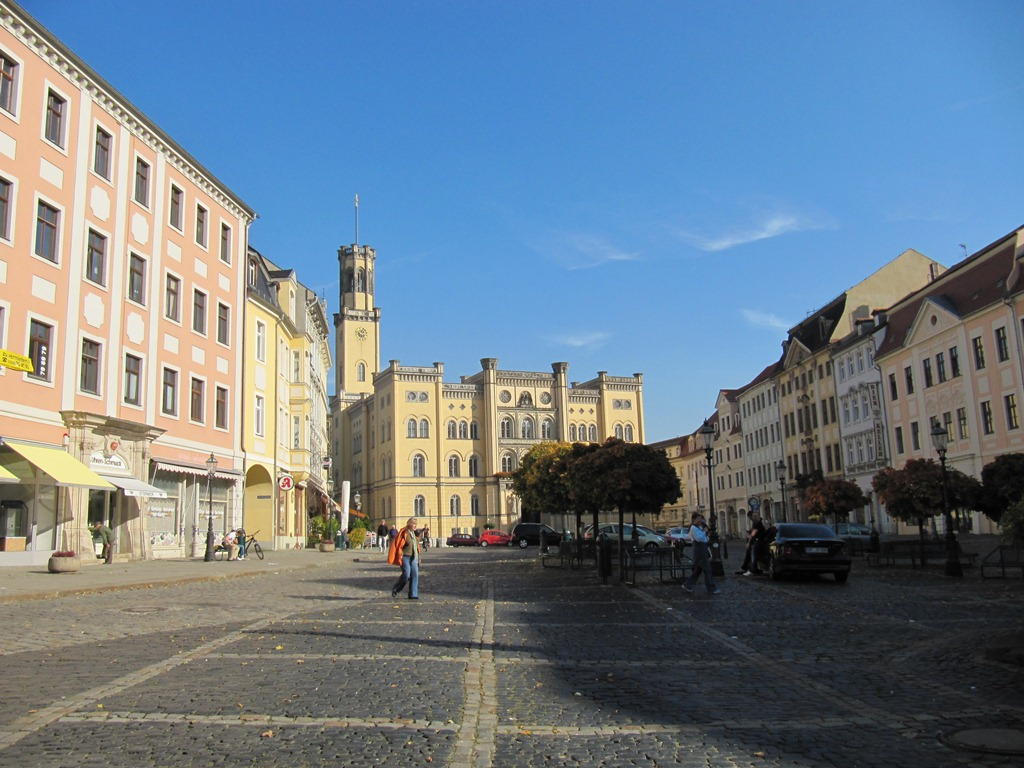
Ратуша на Марктплатце
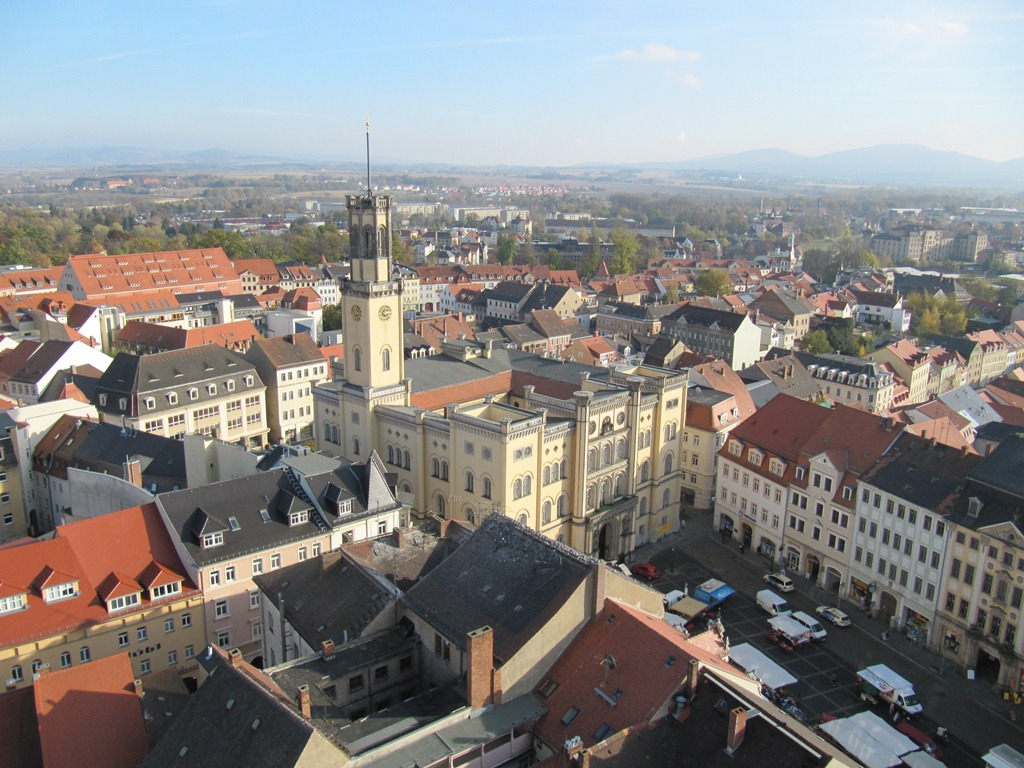
Вид на Циттау сверху
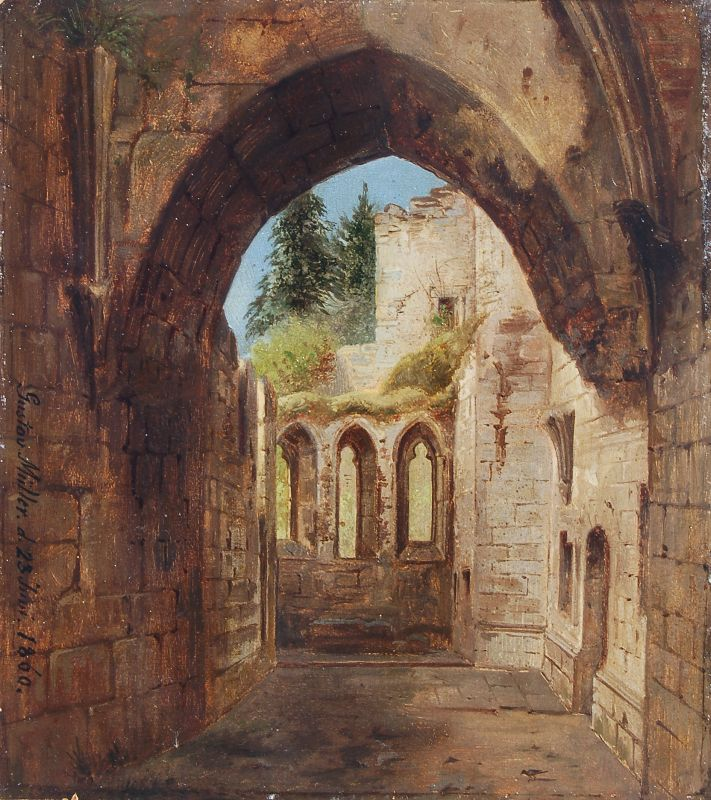
Густав Отто Мюллер. Заброшенная церковь около Циттау